# Naucoria submelinoides
Naucoria submelinoides är en svampart som tillhör divisionen basidiesvampar, och som först beskrevs av Robert Kühner, och fick sitt nu gällande namn av Maire. Naucoria submelinoides ingår i släktet skrälingar, och familjen buktryfflar. Arten har ej påträffats i Sverige.